# Смирновка (Акмолинская область)
Смирновка (каз. Смирновка) — упразднённое село в Атбасарском районе Акмолинской области Казахстана. Входило в состав Садового сельского округа. Находилось на берегу реки Жыланды. Ликвидировано в 2006 году.

## Население
В 1989 году население села составляло 247 человек (из них русских 28%, чеченцев 25%).
В 1999 году население села составляло 51 человек (25 мужчин и 26 женщин).
| Численность населения | Численность населения |
| 1989                  | 1999                  |
| --------------------- | --------------------- |
| 247                   | ↘51                   |